# Lyponia debilis
Lyponia debilis is een keversoort uit de familie netschildkevers (Lycidae). De wetenschappelijke naam van de soort werd in 1878, tegelijk met die van het geslacht, waarvan het de typesoort is, gepubliceerd door Charles Owen Waterhouse.